# Квинт Фабий Максим Руллиан
Квинт Фа́бий Ма́ксим Руллиа́н или Рулл (лат. Quintus Fabius Maximus Rullianus (Rullus); родился до 350 до н. э. — умер после 292 года до н. э.) — древнеримский военачальник и политический деятель из патрицианского рода Фабиев, пять раз занимавший должность консула (в 322, 310, 308, 297 и 295 годах до н. э.).

## Биография

### Происхождение
Квинт Фабий принадлежал к одному из самых знатных и влиятельных патрицианских родов Рима. Поздние источники возводят родословную Фабиев к сыну Геракла и италийской нимфы, утверждая также, что вначале этот род назывался Фодии (от латинского fodere — рыть), поскольку его представители с помощью ям ловили диких зверей. Антиковед Т. П. Уайзмен считает это объяснение «достаточно необычным, чтобы быть правдой».
Отцом Квинта Фабия был Марк Фабий Амбуст, трёхкратный консул (в 360, 356 и 354 годах до н. э.), дедом — Нумерий Фабий Амбуст, один из виновников разгрома Рима галлами в 390 году до н. э.

### Начало карьеры
Первые упоминания о Квинте Фабии в источниках относятся к 331 году до н. э., когда он был курульным эдилом. По данным Тита Ливия, в тот год многие видные римские граждане умерли от неизвестной болезни. Квинт Фабий благодаря информации, полученной от одной рабыни, выяснил, что эти люди были отравлены собственными жёнами.
В 325 году до н. э. Квинт Фабий был начальником конницы при диктаторе Луции Папирии Курсоре. Последний возглавил армию, двинувшуюся на войну с самнитами; позже он уехал в Рим, чтобы совершить повторные ауспиции, а Квинту Фабию запретил вступать в бой с врагом. Но Фабий нарушил этот приказ: под Имбринием он атаковал самнитов и наголову разгромил их. Курсор хотел казнить его за нарушение дисциплины, но отказался от этой идеи из-за вмешательства отца Квинта и сената. Исследователи проводят параллели между этим эпизодом и рассказом о непростых отношениях между диктатором Квинтом Фабием Максимом и начальником конницы Марком Минуцием Руфом в 217 году до н. э., во время Второй Пунической войны.
В 322 году до н. э. Квинт Фабий был консулом совместно с плебеем Луцием Фульвием Курвом. В тот год был назначен диктатор для ведения войны. Однако по другой версии диктатор был назначен для проведения игр, а войну вели консулы: Квинт Фабий дошёл до Апулии, привёз оттуда много добычи и справил в Риме триумф над самнитами.
В следующем году после поражения в Кавдинском ущелье Квинт Фабий вместе с Марком Валерием Корвом был назначен интеррексом для избрания консулов. В 315 году до н. э. Квинт Фабий был назначен диктатором, начальником конницы он взял Квинта Авлия Церретана. Приняв войско от предыдущего диктатора Луция Эмилия Мамерцина Приверната, Квинт Фабий продолжил осаду занятой самнитами Сатикулы, которую вскоре взял, но потеряв при этом своего заместителя. После этого произошло сражение при Лавтулах, в котором ни одна из сторон не смогла одержать верх.
Во время второго своего консульства Квинт Фабий продолжил начатую в предыдущем году войну в Этрурии. Квинт Фабий двинулся против осаждённого этрусками Сутрия. Выступившие ему навстречу войска были разбиты, после чего римляне, перейдя через Циминийский хребет, разорили лежащую у подножия область. На помощь этрускам пришли умбры, однако они также были разбиты. После этого Квинт Фабий по требованию сената назначил диктатором Луция Папирия Курсора для помощи другому консулу, попавшему в окружение. Одержав в следующем году победу над остатками этрусского войска возле Перузии, Квинт Фабий вернулся в Рим с триумфом.
В 308 году до н. э. Квинт Фабий в третий раз стал консулом, взяв на себя командование в войне с самнитами. Направившись против Алфатерской Нуцерии, Квинт Фабий отклонил просьбы жителей о мире и осадой принудил их к сдаче. После этого произошло сражение с самнитами, в котором римляне легко одержали верх. Примечательным оно было тем, что римляне впервые сражались с марсами, выступившими на стороне самнитов. В то же время умбры выступили к Риму, вследствие чего Квинт Фабий был отозван из Самния. Около Мевании его войска нанесли умбрам тяжёлое поражение.
В 307 году до н. э. Квинту Фабию продлили военные полномочия, и он вернулся в Самний в ранге проконсула. Здесь он разбил самнитов под городом Аллифы.

### Цензура
В 304 году до н. э. Квинт Фабий был избран цензором совместно с Публием Децием Мусом. Находясь в этой должности, Фабий отменил изменения, которые ввёл Аппий Клавдий Цек в 312 году до н. э., будучи цензором. Чтобы выборы не зависели от черни, Фабий выделил всю рыночную толпу в четыре трибы, назвав их «городскими». Также он учредил торжественный выезд всадников в квинктильские иды: большой конный парад в память о помощи, оказанной римлянам богами Диоскурами в битве у Регилльского озера.

### Третья Самнитская война
Из-за угрозы со стороны самнитов в 297 году до н. э. римляне избрали консулом проверенного в боях Квинта Фабия. После подписания мира с этрусками Квинт Фабий и его коллега Публий Деций Мус отправились в Самний. Выступившие против Фабия самниты дали бой около Тиферна, в котором были полностью разгромлены. В течение следующих пяти месяцев консулы разоряли Самний, Фабий даже захватил город Циметру. После этого Фабий отбыл в Рим для проведения выборов. Консулами были избраны Луций Волумний Фламма Виолент и Аппий Клавдий Цек, однако Квинту Фабию и Публию Децию продлили военные полномочия на полгода.
В 295 году до н. э. Квинт Фабий в пятый раз был избран консулом. В тот год Фабий нанёс самнитам и их союзникам галлам критическое поражение в битве при Сентине, в которой пал его коллега Публий Деций Мус. После этой победы Фабий вернулся в Рим с триумфом.
В 292 году до н. э. Квинт Фабий пошёл легатом к своему сыну Квинту Фабию Максиму Гургиту, который в то время неудачно вёл войну против самнитов. Его вмешательство помогло сыну разбить самнитов и справить триумф.